# Бакуел
Бакуел (фр. Bacouël) насеље је и општина у североисточној Француској у региону Пикардија, у департману Оаза која припада префектури Клермон.
По подацима из 2011. године у општини је живело 462 становника, а густина насељености је износила 84,31 становника/km². Општина се простире на површини од 5,48 km². Налази се на средњој надморској висини од 91 метар (максималној 149 m, а минималној 81 m).

## Демографија
| 1962. | 1968. | 1975. | 1982. | 1990. | 1999. | 2011. |
| ----- | ----- | ----- | ----- | ----- | ----- | ----- |
| 427   | 456   | 351   | 323   | 359   | 387   | 462   |

График промене броја становника у току последњих година